# Seidu Njimoluh Njoya

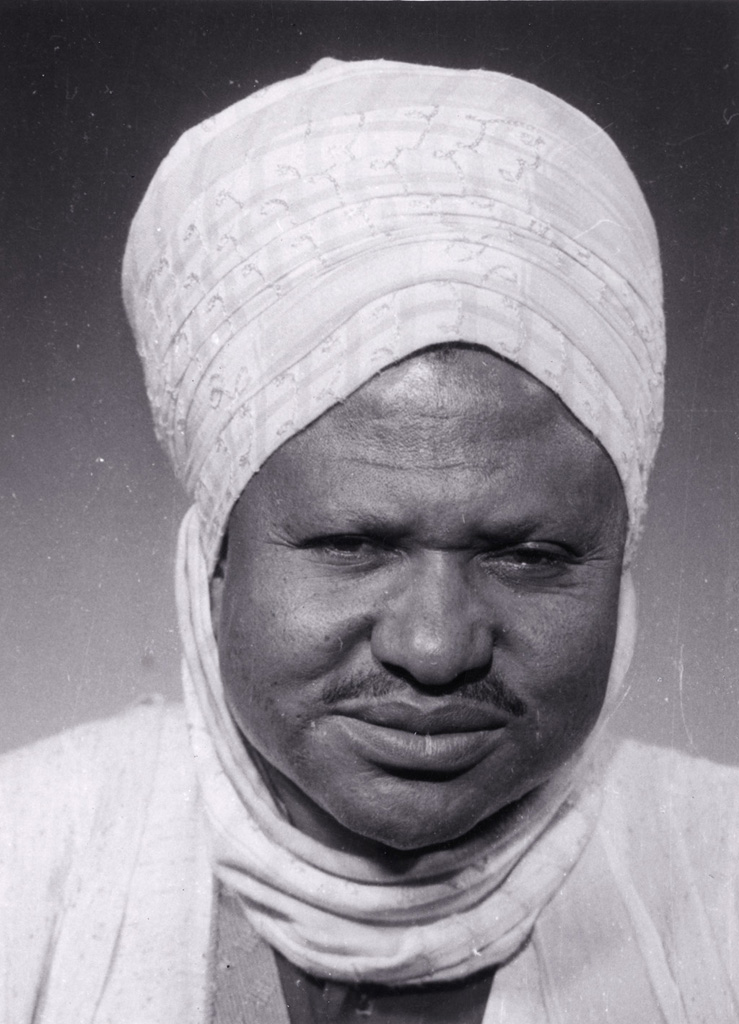
Seidu Njimoluh Njoya

Seidu Njimoluh Njoya, französische Schreibweise Seidou (* 1902 in Deutsch-Kamerun; † 28. Juli 1992) regierte das Volk der Bamum in Kamerun von 1933 bis 1992 als der Sultan von Foumban und Fon des Königreiches Bamum.
Seidu Njimoluh war der Sohn von Ibrahim Njoya, er wurde in der Deutschen Sprache erzogen (neben seiner Muttersprache Bamun) und lernte lesen und schreiben in der Schü Mom-Schrift, die von seinem Vater entwickelt wurde. Später erlernte er auch Französisch und Englisch. Im Jahre 1931 verbannten die französischen Verwalter Ibrahim Njoya nach Jaunde, um die Macht der Bamum zu brechen. Die Adligen der Bamum wurden durch die französische Besatzung auseinandergejagt, aber sie wählten schließlich Njimoluh unter den 117 Kindern von Ibrahim Njoya aus und erzielten eine Vereinbarung mit Frankreich. Seidu Njimoluh Njoya wurde der Bamum-Herrscher im Juni 1933, nach dem Tode seines Vaters.
Njoya wirkte später als Abgeordneter in der Legislativversammlung und in der Nationalversammlung Kameruns – sowohl während der kolonialen, als auch in der postkolonialen Periode. Njimoluh wurde zum Patron der Künste und setzte sich für den Erhalt der Bamum-Kultur ein. Nachdem die Franzosen das Gebiet im Jahre 1960 verließen, setzte Seidu die heiligen Bamum-Figuren wieder in den Königspalast ein und etablierte ein Museum. Er war ein gläubiger Muslim und war mit Noh Lantana verheiratet. Njimoluhs Nachfolge trat sein Sohn Ibrahim Mbombo Njoya an.
| Vorgänger     | Amt                                                    | Nachfolger           |
| ------------- | ------------------------------------------------------ | -------------------- |
| Ibrahim Njoya | Fon des Königreiches Bamum Juni 1933 bis 28. Juli 1992 | Ibrahim Mbombo Njoya |